# Bruno d’Affringues

Wappen der Familie

Bruno d’ Affringues (* 20. April 1549 in Saint-Omer als Charles d’Affringues; † 6. März 1632 in La Grande Chartreuse) war ein französischer Jurist und Kartäuser.

## Leben
Bruno d’ Affringues wurde 1549 in Saint-Omer als Sohn einer Adelsfamilie geboren. Er ist der Sohn von Jean d’Affringues und Marguerite Canteleu.
Er begann sein Studium in Saint-Omer und setzte es in Paris fort, wo er Philosophie, Theologie, Medizin und alte Sprachen studierte. Um seine Ausbildung abzuschließen, unternahm er eine Reise nach Italien. Zunächst in Turin, dann in Padua, wo er bei Giacomo Menochio Jura studierte. In Paris erlangte er den Doktorgrad der Rechtswissenschaften in utroque jure.
Nach seiner Rückkehr nach Frankreich machte er Halt in Carpentras, wo er den Bischof Jacques Sacratus traf. Er wurde Kanoniker von Carpentras, dann Generalvikar und Beamter des Vizelegaten von Avignon. Er bat Gregor XIII. mehrmals, dass er sich in ein Kloster zurückziehen dürfe, was der Papst ablehnte. Beim Tod des Papstes im Jahr 1585 hielt d’Affringues in Carpentras seine Trauerrede.
1590 trat er mit 41 Jahren in die Grande Chartreuse ein. Er bekam den Ordensnamen Bruno. Am 1. April 1591 legte er seine Profess ab. 1594 wurde er Prior der Kartause in Avignon. 1599 wurde Visitator der Provinz Provence. Am 4. Februar 1600 wurde er zum Prior der Grande Chartreuse und Generalminister des Kartäuserordens gewählt. Zuerst beendete er die Renovierungsarbeiten, die nach dem Brand 1592 noch zu erledigen waren. 1611 brannte die Grande Chartreuse erneut ab und die Calvinisten verwüsteten sie. Ihm gelang es weiter Grundstücke für die Grande Chartreuse zu erwerben, so dass die Kartäuser alleinige Besitzer des Massif de la Chartreuse waren.
Während seines Generalats waren die Kartausen in Toulouse (1600), Molsheim (1600), Bordeaux (1605), La Boutilerie (1618), L’Argentière (1620), Orléans (1621), Moulins (1623), Ripaille (1623), Aix-en-Provence (1625), Antwerpen (1625), Nieuwpoort (1626), Valdice (1627) und Xanten (1628) gegründet.
Bruno d’Affringues hatte am 4. Februar 1630 einen Schlaganfall. Danach war er gelähmt und völlig bewegungsunfähig. Im Generalkapitel von 1631 wurde Juste Perrot zu seinem Nachfolger gewählt. Er starb am 6. März 1632 in Chartreuse im Alter von 82 Jahren.